# حقیقت را باور نکن
حقیقت را باور نکن (به انگلیسی: Don't Believe the Truth) آلبومی از اوئیسیز است که در سال ۲۰۰۵ میلادی منتشر شد.